# Traceroute
Traceroute е метод за намиране на пътя, по който преминава информационен пакет от едно място на друго през комуникационни рутери посредством протокола TCP/IP. Той съществува като софтуер в повечето операционни системи с възможност за работа в мрежа.

## Действие
Пътят се намира чрез изпращане на ICMP съобщения тип Echo Request (тип 8) към дестинация с ниски стойности в полето Time to Live ‏(TTL). През целия път към дестинация рутерът намалява полето TTL докато предава съобщението. Ако рутерът вижда, че стойността на полето е нула, той изпраща ICMP (тип 11) обратно на подателя. Изпращайки всеки път първоначалната стойност на TTL (като се започне от 1), така че в края имаме пълния списък от подателя на всички рутери по протежение на пътя. Подателят спира изпращането когато получи ICMP отговор
тип Echo Reply (тип 0) от самата цел.

## Пример
```
$
 
traceroute
 
-w
 
3
 
-q
 
1
 
-m
 
16
 
example.com

```